# Comando Superiore Forze Armate Albania
Das Comando Superiore Forze Armate Albania (kurz: CSFA, italienisch für Oberkommando der Streitkräfte Albanien) war ein Großverband des Königlich-Italienischen Heeres in Albanien. Es bestand von 1940 bis 1943.

## Geschichte
Das Oberkommando der Streitkräfte Albanien wurde am 9. November 1940 in Tirana aufgestellt. Es besaß die Stärke einer Heeresgruppe und war anfangs auch unter der Bezeichnung Gruppo d’armate Albania (ital. für Armeegruppe Albanien) bekannt. Es stand unter dem Befehl von Armeegeneral Ubaldo Soddu.
Das Comando Superiore Forze Armate Albania übernahm die Funktion des am 21. Oktober 1940 eingerichteten und von Sebastiano Visconti Prasca befehligten Comando Superiore Truppe Albania. Letzteres war aus dem XXVI. Armeekorps hervorgegangen und leitete als Armeeverband den Angriff der italienischen Truppen vom Beginn des Griechisch-Italienischen Krieges am 28. Oktober 1940 bis zum 9. November 1940.
Hauptaufgabe des CSFA war zunächst die Abwehr der am 14. November 1940 gestarteten griechischen Gegenoffensive. Ab April 1941 unterstützte man mit dem Balkanfeldzug die italienisch-deutschen Offensivbemühungen, die zur Besetzung Griechenlands und Jugoslawiens durch die Achsenmächte führten. Mit der Abgabe des Kommandos von Armeegeneral Ugo Cavallero am 21. Juni 1941 wurden die Aufgaben des CSFA von der 9. Armee übernommen. Anschließend wurde das Oberkommando am 30. Juni aufgelöst.
Nach der Auflösung übernahm am 1. Juli 1941 die 9. Armee auch die Bezeichnung des CSFA. Das neue Oberkommando der Streitkräfte in Albanien war als Territorialkommando für Albanien, das südliche Dalmatien, den Kosovo und Montenegro zuständig. Mit 1. Dezember wurde das XIV. Armeekorps abgegeben, dafür wurden dem CSFA das XXV. Korps sowie die italienischen Truppen auf den Ionischen Inseln Korfu, Santa Maura, Kefalonia und Zante unterstellt. 1942 blieb die Lage weitgehend unverändert, lediglich die Zuständigkeit über die Ionischen Inseln wurde an die 11. Armee abgegeben. Mit 1. Juni 1943 wurde das CSFA wieder in 9. Armee umbenannt.

## Befehlshaber
- Generale d’Armata Ubaldo Soddu (9. November 1940 bis 28. Dezember 1940)
- Generale d’Armata Ugo Cavallero (29. Dezember 1940 bis 21. Juni 1941)
- Generale d’Armata Alessandro Pirzio Biroli (22. Juni 1941 bis 30. Juni 1941)
- Generale di Corpo d’Armata Camillo Mercalli (1941–1942)
- Generale d’Armata Lorenzo Dalmazzo (1942–1943)

## Gliederung
- November bis Dezember 1940
  - 9. und 11. Armee
- Januar bis Februar 1941
  - 9. und 11. Armee sowie die direkt unterstellten Infanterie-Divisionen 7. “Lupi”, 47. “Bari”, 59. “Cagliari”, die 3. Alpini-Division “Julia” und 131. Panzerdivision “Centauro”.
- März 1941
  - 9. und 11. Armee sowie das XIV. und das XVII. Armeekorps und die zwei direkt unterstellten Infanterie-Divisionen 41. “Firenze” und 56. “Casale”.
- April 1941
  - 9. und 11. Armee sowie das XIV. und das XVII. Armeekorps
- Mai/Juni 1941
  - 9. und 11. Armee sowie direkt unterstellten XVII. Armeekorps, Infanterie-Divisionen 2. “Sforzesca”, 7. “Lupi”, 18. “Messina”, 22. “Cacciatori”, 47. “Bari”, 48. “Taro”, 58. “Legnano” und die 131. Panzerdivision “Centauro”
- Juli 1941 bis November 1941
  - IV. und XIV. Armeekorps sowie weitere dem CSFA direkt unterstellte und ihm Zeitraum mehrmals wechselnde Divisionen
- Dezember 1941 bis Mai 1943
  - IV. und XXV. Armeekorps sowie weitere dem CSFA direkt unterstellte Divisionen und ihm Zeitraum mehrmals wechselnde Divisionen

Quelle